# Johannes Bastiaan
Johannes „Hans“ Bastiaan (* 1. Februar 1911 in Nürnberg; † 11. Oktober 2012 in Berlin) war ein deutscher Violinist. Über 40 Jahre war er Mitglied der Berliner Philharmoniker. Von 1939 bis 1945 war er Mitglied des Pozniak-Trios in Breslau und von  1945 bis 1970 wirkte er als Primarius des Bastiaan-Quartetts.

## Leben
Bastiaan wurde 1911 als Sohn des holländischen Musikers Gerrit Bastiaan in Nürnberg geboren. Er besuchte die Volksschule Berlin. Mit dem achten Lebensjahr erhielt er Violinunterricht bei seinem Vater. Von 1920 bis 1924 wurde er von Robert Zeidler in Berlin unterrichtet. Von 1925 bis 1928 besuchte er die Orchesterschule Berlin, wo Carl Seidel zu seinen Lehrern gehörte.
Ab 1928 studierte er Violine und Kammermusik bei Rudolf Deman an der Staatlichen Akademischen Hochschule für Musik. Von 1931 bis 1933 besuchte er die Violinklasse von Max Rostal, danach war er kurzzeitig dessen Privatschüler. Max Strub unterrichtete ihn dann ab 1933 weiter an der Musikhochschule.
Bastiaan trat 1932 als ständiges Mitglied dem Kammerorchester von Edwin Fischer bei. In der Saison 1932/33 spielte er im Berliner Rundfunkorchester. 1933/34 half er beim Berliner Philharmonischen Orchester aus, bis er am 1. Oktober 1934 festes Mitglied des Klangkörpers unter Wilhelm Furtwängler wurde. 1939 erhielt er die Position des 3. Konzertmeisters. Im Zuge der „Raubzüge“ der Nazis wurde ihm leihweise eine kostbare Guadagnini-Geige überlassen. Während der Entnazifizierung 1945 trat er als Fürsprecher des befreundeten Geigers Hans Gieseler auf. Nach dem Zweiten Weltkrieg fungierte er als Vorspieler und stellvertretender Stimmführer der 1. Violinen der Berliner Philharmoniker. Als leitende Dirigenten erlebte er neben Furtwängler auch Leo Borchard, Sergiu Celibidache und Herbert von Karajan. 1965 wurde Bastiaan Mitglied des Fünferrats und 1967 des Personalrats des Orchesters. 1968 übernahm er den stellvertretenden Vorsitz. 1964 wurde er mit dem Goldenen Ehrenring der Berliner Philharmoniker ausgezeichnet. Am 31. August 1976 schied er aus dem Orchester aus.
Kammermusikalisch spielte er von 1939 bis 1945 im Pozniak-Trio in Breslau. In Berlin gründete er 1945 das Bastiaan-Quartett, dem er bis 1970 als Primarius vorstand. Konzertreisen führten das Streichquartett ins In- und Ausland. 1963 erhielt er den Ehrentitel eines Berliner Kammervirtuosen.
Ab 1962 war er Dozent für Violine am Konservatorium der Stadt Berlin. Nach der Transformation des Konservatoriums in das Julius Stern-Institut gehörte er dem Lehrkörper der Berliner Musikhochschule an. 1971 wurde er Professor.
Bastiaan war Mitglied der Internationalen Gesellschaft für Neue Musik.
Im Jahr 2007 wirkte er beim Dokumentarfilm Das Reichsorchester über die Geschichte der Berliner Philharmoniker mit. Ein mit Bastiaan geführtes Interview befindet sich im Begleitbuch zur CD-Edition Berliner Philharmoniker – im Takt der Zeit.
Bastiaan war verheiratet und Vater von zwei Kindern. Er starb 2012 hunderteinjährig in Berlin.

## Diskografische Hinweise
- Arnold Schönberg, Pierrot Lunaire / Johann Strauss, Rosen aus dem Süden und Schatz-Walzer, Audite/Deutschlandradio Kultur 1949/?/2012
- Johann Sebastian Bach, Weihnachtsoratorium BWV 248, Archiv Produktion 1955/56
- Franz Schubert, Der Tod und das Mädchen (Streichquartett) und Quartettsatz c-Moll, Eterna 1960
- Georg Friedrich Händel, Concerto grosso F-Dur op. 6 Nr. 2 / Otto Matzerath, Concerto grosso h-Moll op. 6 Nr. 12, Electrola 196?
- Dieterich Buxtehude, Mein Herz ist bereit, Time Life Records/Angel Records 1969